# 約翰·雅各布·康威爾
約翰·雅各布·康威爾（英語：John Jacob Cornwell，1867年7月11日—1953年9月8日）是美國西維吉尼亞州漢普夏縣羅姆尼的民主黨政治人物。康威爾曾於1899年至1905年擔任西維珍尼亞州參議院州參議員，並於1917年至1921年出任西維吉尼亞州第15任州長。

## 外部連結
- Biography of John J. Cornwell （页面存档备份，存于）
- Inaugural Address of John J. Cornwell （页面存档备份，存于）
- West Virginia & Regional History Center at West Virginia University, John Jacob Cornwell, Governor, Papers and Records （页面存档备份，存于）
- The Hampshire Review （页面存档备份，存于）